# Lockheed C-141 Starlifter
«Старлифтер» (англ. Starlifter, общевойсковой индекс — C-141) — американский дальний военно-транспортный самолёт. Эксплуатировался ВВС США в 1965—2006 годах.

## История
Осенью 1963 года самолёт был представлен вниманию прессы. Его технические характеристики на тот момент составляли: крейсерская скорость 796 км/ч (с грузом 27,2 т), максимальная дальность полёта около 8045 км, самолёт обеспечивал возможность десантирования личного состава и грузов без пере- или дооборудования (соответствовал определению десантно-транспортного самолёта).

## Варианты загрузки
Типовые варианты перевозимой нагрузки предусматривали размещение на борту:
- двух БТР M113, одного гружёного 2,5-тонного армейского грузовика, одной 105-мм гаубицы с машиной-буксиром и экипажей всех перечисленных машин, итого 36,3 тонны на расстояние 4505 км;
- различных грузов общей массой 27,2 тонны на расстояние свыше 5470 км;
- двенадцати четверть-тонных транспортёров; трёх 106-мм безоткатных орудий; трёх четверть-тонных прицепов, одного полутонного транспортёра и одного самоходного или буксируемого ПТРК, итого 22,2 тонны на расстояние 7240 км.

## Лётно-технические характеристики
- Длина 51,29 м.
- Высота 11,96 м.
- Размах крыла 48,74 м.
- Площадь крыла 299,88 м².
- Масса:
  - снаряжённого — 67 186 кг;
  - максимальная взлётная 155 582 кг.
  - Грузоподъёмность — 154 солдата или 41 тонна груза.
- Силовая установка — 4 ТРДД Pratt & Whitney TF33-P-7 .
- Тяга 4×9525 кгс.
- Тяговооруженность 0,24
- Максимальная скорость — 910 км/ч.
- Дальность полёта без дозаправки в воздухе с максимальным полезным грузом — 4723 км.

## Транспортные характеристики
Полезная нагрузка:
- 154 военнослужащих,

или
- 123 полностью экипированных парашютиста,

или
- 80 носилок для раненых и сиденья для 16 сопровождающих.

Люки для десантирования расположены в задней части кабины.
Грузы загружаются через двухстворчатую дверь и погрузочно-разгрузочную аппарель в скошенной кверху задней части фюзеляжа.

## Модификации
- C-141A — оригинальная модель, с полезной нагрузкой 28 900 кг.
- C-141A KAO (англ. Kuiper Airborne Observatory) для NASA.
- C-141B — модернизация оставшихся 270 самолётов C-141A (1977—1982), исходя из опыта войны во Вьетнаме путём вмонтирования двух дополнительных секций. Фюзеляж при этом был удлинён на 7,11 м, что увеличило объём грузового отсека на 61,48 м³. В середине 1976 года был переоборудован первый самолёт (опытный образец YC-141B, испытан 24 марта 1977 года). Также установлена система для дозаправки в воздухе. Переоборудование позволило увеличить полезную нагрузку:
  - 205 военнослужащих, или 103 носилки для раненых и сиденья для 13 сопровождающих, или 168 полностью экипированных парашютиста, или 13 стандартных транспортных контейнеров[4].
- SOLL II — в 1994 переоборудованы из тринадцати C-141B (для участия в спецоперациях, комплекс мер по улучшению навигации в ночных условиях и повышению скрытности полёта).
- C-141C — модернизация 63 самолётов (1990) — новая авионика и система навигации, замена некоторых механических и электромеханических систем на радиоэлектронные.

## Схожие самолёты
- Ил-76
- C-17 Globemaster III

## Потери
За время эксплуатации был потерян 21 самолёт типа Lockheed C-141 Starlifter.
| Дата     | Бортовой номер | Место катастрофы    | Жертвы   | Краткое описание |
| -------- | -------------- | ------------------- | -------- | --- |
| 07.09.66 | 65-0281        | Такома              | 3+0/0    | Борт ВВС США. Сгорел на стоянке при проведении технического обслуживания. |
| 23.03.67 | 65-9407        | Дананг              | 5/6      | Борт ВВС США. Во время руления в тёмное время суток столкнулся со взлетавшим A-6A КМП США. |
| 12.04.67 | 66-0127        | Камрань             | 7/9      | Борт ВВС США. Упал в море сразу после взлёта, экипаж не проконтролировал правильность установки спойлеров. |
| 28.08.73 | 63-8077        | Мадрид              | 24/25    | Борт ВВС США. Столкнулся с холмом при заходе на посадку в тёмное время суток, был неправильно настроен высотомер, кроме того, экипаж пребывал в состоянии крайней усталости. |
| 18.08.74 | 65-0274        | у Эль-Альто         | 7/7      | Борт ВВС США. При заходе на посадку в условиях ограниченной видимости экипаж потерял ориентировку и самолёт врезался в гору. |
| 21.03.75 | 64-0641        | у Сиэтла            | 16/16    | Борт ВВС США. Столкнулся с горой Констанс из-за ошибки диспетчера. |
| 28.08.76 | 67-0006        | Питерборо           | 18/18    | Борт ВВС США. В полёте попал в грозовую облачность и разрушился, на самолёте был неисправен метеорадар. |
| 28.08.76 | 67-0008        | Кангерлуссуак       | 23/27    | Борт ВВС США. Разрушился и сгорел на пробеге из-за ошибок, допущенных неопытным экипажем. |
| 18.09.79 | 64-0647        | Чарльстон           | 0/н. д.  | Борт ВВС США. Загорелся на пробеге после посадки из-за неисправностей в механизмах реверса и тормозной системы. |
| 12.11.80 | 67-0030        | близ Каира          | 13/13    | Борт ВВС США. Столкнулся с поверхностью при заходе на посадку в тёмное время суток. |
| 07.03.82 | 67-0017        | АБ Макинтайр        | 0/0      | Борт ВВС США. Сгорел на стоянке при запуске ВСУ, аккумулятор которой разрушился. На борту находились посторонние лица — друзья и знакомые членов экипажа. |
| 31.08.82 | 64-0252        | Ноксвилл            | 9/9      | Борт ВВС США. Во время тренировочного полёта в СМУ столкнулся с горой. |
| 12.07.84 | 64-0624        | АБ Сигонелла        | 9/9      | Борт ВВС США. Сразу после взлёта произошло разрушение трёх двигателей. Обломками был выведен из строя четвёртый двигатель и пробит фюзеляж, воспламенился груз — ёмкости с краской. |
| 15.10.86 | 65-0246        | АБ Фэйрфилд-Трэвис  | 0/н. д.  | Борт ВВС США. При рулении в тёмное время суток, левым крылом столкнулся со световой мачтой и повредил топливный бак, вытекшее горючее воспламенилось. |
| 20.02.89 | 66-0150        | АБ Херлбурт-Филд    | 8/8      | Борт ВВС США. Во время захода на посадку попал в грозовую облачность и потерял высоту. |
| 01.12.92 | 65-0255        | у Гарлема           | 7/7      | Борт ВВС США. Столкнулся с другим C-141 во время ночного тренировочного полёта. |
| 01.12.92 | 66-0142        | у Гарлема           | 6/6      | Борт ВВС США. Столкнулся с бортом 65-0255 во время ночного тренировочного полёта. |
| 07.10.93 | 65-0253        | АБ Фэйрфилд-Трэвис  | 0/0      | Борт ВВС США. Сгорел на стоянке при проведении технического обслуживания. |
| 23.03.94 | 65-0253        | АБ Фейетвилл-Поуп   | 23/н. д. | Борт ВВС США. В стоящий самолёт производилась загрузка парашютистов, во время которой над авиабазой столкнулись F-16D и C-130E. Последний благополучно приземлился, а оба пилота F-16D катапультировались. Сам истребитель рухнул на C-141, у которого были пробиты топливные баки на правом крыле, начался интенсивный пожар. 23 военнослужащих погибли на месте, более 80 получили ранения. |
| 13.09.97 | 65-9405        | Атлантический океан | 24+9/9   | Борт ВВС США. Столкнулся в воздухе с Ту-154М ВВС ФРГ. |
| 21.12.01 | 61-2778        | Мемфис              | 0/0      | Борт ВВС Национальной гвардии США. После ремонта топливной системы, технология которого была грубо нарушена, на стоянке разрушилось левое крыло. |